# Enseignement supérieur en Tunisie
L'enseignement supérieur en Tunisie permet l'éducation supérieure de plus de 300 000 étudiants tunisiens durant l'année 2022-2023. Ceux-ci fréquentent treize universités et 193 établissements supérieurs publics, ainsi que 25 établissements supérieurs privés.
Le budget du ministère de l'Enseignement supérieur et de la Recherche scientifique pour l'année 2024 est estimé à 2,27 milliards de dinars tunisiens, ce qui représente représente 3,81 % du budget total de l'État. Ce budget comprend 1,575 milliard pour les dépenses salariales.

## Accès à l'université
L'accès à l'enseignement supérieur public en Tunisie est conditionné par la réussite au concours du baccalauréat et le passage par une session d'orientation universitaire qui permet aux nouveaux étudiants de choisir la filière et l'établissement de leur choix.
Les sessions d'orientation s'effectuent par ordre de mérite dans lequel les candidats sont classés selon un score calculé sur la base de la moyenne générale, de la proximité de la filière par rapport au logement du candidat et de la note d'une matière importante dans une filière donnée (sciences naturelles pour la médecine par exemple). Il existe quatre sessions d'orientation avec une session de réorientation.
- Session des lauréats pour les filières prépas et HEC en France, étude d'ingénierie en Allemagne et prépa IPEST à La Marsa
- 1re session d'orientation : 30 % parmi les meilleurs candidats ;
- 2e session d'orientation : 50 % des candidats suivants ;
- 3e session d'orientation : reste des candidats ;
- Session de réorientation : ceux qui n'ont pas eu d'orientation universitaire ou veulent changer de filière ou d'établissement.

Les élèves qui ont réussi le baccalauréat peuvent également intégrer les universités privées en passant éventuellement un entretien.

## Panorama des filières
L'enseignement supérieur est régi par le système LMD pour toutes les formations mis à part les filières d'ingénierie, de médecine et d'architecture,.
Les formations universitaires — à l'image de l'enseignement supérieur en France — sont découpées en trois cycles :
- le premier cycle, qui concerne en général les études de trois ans, mais aussi les classes prépas et les deux premières années des études de médecine, de médecine dentaire, de pharmacie et d'architecture ;
- le deuxième cycle, qui concerne les études d'ingénieur, le master professionnel et le reste des études dans les filières médicales, pharmaceutiques et d'architecture ;
- le troisième cycle, qui concerne les études doctorales (master de recherche et thèse de doctorat).

## Étudiants
Le nombre total d'étudiants en Tunisie a considérablement baissé entre les années 2009 et 2018. Il est de 267 154 étudiants en 2018-2019 contre 360 172 étudiants durant l'année 2009-2010, soit une baisse de 28 %. À partir de 2019, le nombre augmente progressivement pour atteindre 305 623 étudiants inscrits en 2022-2023 dont 14,7 % inscrits dans un établissement du secteur privé.
| Année universitaire                       | 2017-2018 | 2018-2019 | 2019-2020 | 2020-2021 | 2021-2022 | 2022-2023 |
| ----------------------------------------- | --------- | --------- | --------- | --------- | --------- | --------- |
| Nombre total des étudiants inscrits       | 272 261   | 267 154   | 269 424   | 270 430   | 298 805   | 305 635   |
| dont étudiants du secteur public          | 241 084   | 233 692   | 234 029   | 232 614   | 256 564   | 260 647   |
| dont étudiants du secteur privé           | 31 177    | 33 462    | 35 395    | 37 816    | 42 241    | 44 988    |
| Nombre d'étudiants pour 100 000 habitants | 2 351     | 2 279     | 2 301     | 2 310     | 2 531     | 2 579     |
| Nombre d'étudiants boursiers              | 88 792    | 98 437    | 91 418    | 91 799    | 100 471   | 101 025   |

En 2018, la Tunisie compte 7 346 étudiants étrangers dont 3 074 inscrits dans les universités publiques.
| Année universitaire                    | 2018-2019 | 2019-2020 | 2020-2021 | 2021-2022 | 2022-2023 |
| -------------------------------------- | --------- | --------- | --------- | --------- | --------- |
| Nombre d'étudiants étrangers           | 7 385     | 8 331     | 8 234     | 8 315     | 9 498     |
| dont étudiants africains               | 6 740     | 7 526     | 7 300     | 7 193     | 7 563     |
| dont étudiants d'Afrique subsaharienne | 4 644     | 5 757     | 5 570     | 6 200     | 6 187     |

## Corps enseignant
| Année universitaire                        | 2017-2018 | 2018-2019 | 2019-2020 | 2020-2021 | 2021-2022 | 2022-2023 |
| ------------------------------------------ | --------- | --------- | --------- | --------- | --------- | --------- |
| Nombre d'enseignants à plein temps         | 22 343    | 21 823    | 22 086    | 23 017    | 23 498    | 23 525    |
| Nombre d'enseignants chercheurs            | 12 485    | 11 842    | 11 728    | 12 022    | 11 829    | 12 021    |
| Nombre d'enseignants chercheurs du corps A | 2 573     | 2 609     | 2 536     | 2 807     | 2 745     | 2 924     |

## Chiffres
Selon les statistiques de 2015-2016, on compte :
- 203 établissements d'enseignement supérieur et de recherche ;
- 172 établissements sous la tutelle du ministère de l'Enseignement supérieur et de la Recherche scientifique ;
- 31 établissements sous la co-tutelle du ministère de l'Enseignement supérieur et de la Recherche scientifique et d'autres ministères ;
- 13 universités :
  - Université de Carthage ;
  - Université de Gabès ;
  - Université de Gafsa ;
  - Université de Jendouba ;
  - Université de Kairouan ;
  - Université de La Manouba ;
  - Université de Monastir ;
  - Université de Sfax ;
  - Université de Sousse ;
  - Université de Tunis ;
  - Université de Tunis - El Manar ;
  - Université virtuelle de Tunis ;
  - Université Zitouna ;
- 25 Instituts supérieurs d'études technologiques ;
- 65 établissements privés[10].

## Grades des professeurs d'enseignement supérieur

### Statut des enseignants chercheurs de l'enseignement supérieur
Le corps des enseignants chercheurs permanents comprend les grades suivants : 
- Assistant ;
- Maître assistant ;
- Maître de conférences ;
- Professeur de l'enseignement supérieur[11].

Participent, également, à l'accomplissement des missions assignées au personnel permanent de l'enseignement supérieur : 
- les professeurs émérites ;
- les enseignants visiteurs ;
- les enseignants associés ;
- les assistants contractuels[11].

### Statut des enseignants hospitalo-universitaire
Le corps médical hospitalo-universitaire comprend les grades suivants :
- assistant hospitalo-universitaire ;
- maître de conférences agrégé hospitalo-universitaire ;
- professeur hospitalo-universitaire[13].

Les médecins hospitalo-universitaires sont chargés de l'enseignement théorique, pratique et dirigé des étudiants des facultés de médecine et médecine dentaire, des écoles supérieures des sciences et techniques de la santé, des instituts supérieurs des sciences infirmières, ainsi que les internes et les résidents en médecine clinique et dentisterie.